# Dlouhý vrch (přírodní rezervace)
Dlouhý vrch je přírodní rezervace poblíž obce Bělá nad Radbuzou na katastrálním území Smolov v okrese Domažlice. Oblast spravuje AOPK ČR Správa CHKO Český les. Důvodem ochrany jsou společenstva suťového lesa (lipová javořina, kyselá a květnatá bučina) s typickými druhy rostlin v podrostu.

## Přírodní poměry
Chráněné území se nachází na území CHKO Český les v geomorfologickém celku Český les.
Rozkládá se v západní části geologické oblasti moldanubika. Horninové podloží tvoří metamorfované horniny pararuly až migmatity.

### Flora a fauna
Celé území rezervace je porostlé lesem, ve kterém převládají acidofilní bučiny, které tvoří 60 % zastoupení skladby lesa a suťový les dominantně zastoupený javorem klenem (Acer pseudoplatanus ) a bukem lesním (Fagus sylvatica). Druhově chudé acidofilní bučiny jsou ve svazích bez podrostu. V podrostu suťového lesa rostou bažanka vytrvalá (Mercurialis perennis), pitulník horský (Galeobdolon montanum) a svízel vonný (Galium odoratum), z ohrožených druhů rostlin árón plamatý (Arum maculatu).
Z ohrožených a silně ohrožených druhů živočichů zde žijí holub doupňák (Columba oenas), ořešník kropenatý (Nucifraga caryocatactes), sýc rousný (Aegolius funereus) a výr velký (Bubo bubo). Na původní a zachovalé listnaté lesy s dostatkem odumřelé dřevní hmoty jsou vázány některé vzácné druhy bezobratlých živočichů.